# Hispani
Els hispani o hispanii foren els refugiats majoritàriament gots però també hispanoromans que es refugiaren al Regne dels Francs procedents de Septimània i la Tarraconense. Els primers van marxar cap allí com a refugiats durant les lluites entre diferents rivals a la corona visigoda. Més tard el flux es va acabar però va tornar a començar el 718 quan els musulmans van intentar conquerir aquestes regions, i va arribar al punt culminant cap al 720 quan els musulmans ocuparen Narbona.
Molts hispani van tornar el 759 a Septimània amb els francs i van rebre càrrecs importants, contribuint amb la seva presència i els seus vincles familiars i de clientela a consolidar el domini franc a aquesta regió i més tard, cap al 785, al nord de Catalunya.
Una segona onada d'emigrants procedents del sud es va produir en els anys que van seguir al 759 quan Septimània va passar als francs. En aquestos anys el que avui és Catalunya va quedar en gran part despoblada. El diploma de Carlemany del 812 esmenta les seves concessions de terres des de feia 30 anys i més; la capitular d'Aquisgrà del 815 s'hi torna a referir; després un diploma del 817 i finalment un gran diploma de Carles el Calb durant el Setge de Tolosa (844). Pel primer es diria que l'establiment de refugiats dataria de vers el 776 en endavant; els nom donats són gots, hispanoromans i sarraïns. Sembla que Carlemany volia repoblar amb aquestos emigrants la Septimània devastada i formar una milicia local per fer front, arribat el cas a un nou atac musulmà. El fet d'assenyalar que els hispanni ad heremo traxeran, feien plantacions de vinyes, desbrossaven boscos i construïen pobles, provaria la repoblació; la creació de la milícia es dedueix de la cura amb què les capitulars regulen l'establiment i imposen el servei militar.
Els hispanii van tenir diversos drets com exempció del dret de pastura (pacualia), no havien de pagar el teloni (teloneu) ni cap cànon o cens eclesiàstic i el comte no els podria reclamar camp impost; les seves terres les posseïen per aprisió (terra ocupada) derivat del llatí apprehendo, és a dir que estaven sense posseïdor al moment de l'ocupació i n'esdevenien propietaris als trenta anys si restaven fidels al príncep. En esdevenir plens propietaris podien transmetre les terres als descendents; els hispanii podien rebre un benefici del comte i esdevenir els seus vassalls a condició de complir amb totes les obligacions sota les que es concedia el benefici; al seu torn podien concedir beneficis a altres dins les aprisions i tenir-los com a vassalls; dels seus beneficis n'eren senyors i hi tenien els drets acostumats. El diploma o cartulari del 815 els reconeixia el dret a rendir justícia al tenedors de les seves terres per causes menors, però aquest privilegi va desaparèixer a la capitular del 844.
Les seves càrregues eren: anar amb l'exèrcit sota ordres del comte amb altres homes lliures, fer la vigilància i patrullar a l'interior del comtat, donar als missi reials i als prínceps de la família imperial i els palefresos (paraverdi, és a dir els procuradors) allotjament i costejar-lo. Per causes importants havien d'anar a la justícia del comte (homicidi, rapte, incendi, pillatge, mutilació, robatori a mà armada i ocupació violenta de coses d'altres; per causes menors es podien jutjar entre ells davant els tribunals que seguien les seves lleis. El rei els tenia sota la seva protecció especial.
Com a grup diferenciat els hispanii van existir fins al segle X; els "hostolenses" donaven a les esglésies tots els drets sobre les seves terres i per això les actes d'aquestos establiments s'han trobar als arxius eclesiàstics.
Els hispanovisigots eren el visigots que havien conquerit Hispània i s'hi havien instal·lat. Més tard van ser envaits pels musulmans a l'any 711 a la batalla de Guadalete.